# Rojas (Venezuela)
Rojas is een gemeente in de Venezolaanse staat Barinas. De gemeente telt 45.700 inwoners. De hoofdplaats is Libertad.